# Proklos
Proklos, latinsky Proclus (kolem 410 Konstantinopol? – 17. dubna 485 Athény), byl helénistický řecky píšící filosof 5. století, jeden z nejvýznamnějších představitelů novoplatonismu.
Je po něm pojmenován kráter Proclus na přivrácené straně Měsíce.

## Životopis
Proklos prožil mládí v Lykii, na jižním pobřeží dnešního Turecka, studoval v Alexandrii rétoriku, matematiku a Aristotelovu filosofii a nakonec platónskou filosofii v Athénách, ve škole, kterou pak od roku 437 až do své smrti roku 485 vedl. Jeho životopis napsal jeho žák Marínos.

## Myšlení a vliv
Proklos se pokládal za žáka Platónova, byl to myslitel velmi systematický a zároveň synkretický. Systematicky zpracoval nauku o idejích a spojil ji s Aristotelovou Metafysikou i se stoickými prvky. Hmotné věci jsou jen jevy skutečných idejí a pravou skutečností je – jako u Parmenida a Plótína – pouze Jedno (to hen), jež Proklos ztotožňuje s Bohem a s dobrem. Jedno tedy není jsoucí, nýbrž je „nad bytím“ (epekeina tés úsias) a věci se k němu vztahují dvojím způsobem: předně tak, že z něho pocházejí, a za druhé tak, že se k němu obracejí, protože touží po dokonalosti. Proklův systém je ovšem mnohem složitější a propracovanější. Všechny věci se hierarchicky odvozují od Jednoho jako jeho emanace, takže všechny mají duchovní, ideální povahu. Proti skeptikům namítá, že skutečné ideje sídlí v duši, která je tedy může bezpečně poznávat jakožto jí sourodé, příbuzné.
Ačkoli Proklos byl pohan, ctitel bohyně Athény, jeho dílo mělo nesmírný vliv na celou středověkou scholastiku, a to zejména prostřednictvím neznámého křesťanského autora 5. století, tzv. Pseudo-Dionýsia Areopagity, jenž se vydával za biblického Dionysia z Areopagu. Jeho hlavní dílo, Základy teologie (Stoicheiósis theologiké), přeložil Vilém z Moerbeke ve 13. století do latiny, takže toto dílo zprostředkovalo novoplatónskou filosofii celému pozdnímu středověku, renesanci i novověku až po Hegela. Druhým prostředníkem byl Boëthius, jehož Filosofie utěšitelka se odkazuje na Proklův komentář k Timaiovi. Třetím byl anonymní spis O příčinách (Liber de causis), výpisky z jeho Základů zkompilované v arabském prostředí, který se ve středověku někdy připisoval Aristotelovi a těšil se značné autoritě (ve 13. stol. byl používán jako jedna z učebnic pro výuku metafyziky).
V moderní době měl Proklos velký vliv na amerického básníka Emersona a od třicátých let 20. století se jím zabývá řada filosofů. Po Proklovi se jmenuje i kráter na Měsíci.

## Spisy
Většina Proklových spisů jsou komentáře k Platónovým dialogům; zachovalo se jich pět. Jeho hlavní spis, Základy theologie, je vybudován v 211 větách, za nimiž pokaždé následuje důkaz. V Základech fysiky shrnul Aristotelovu nauku o přírodě a psal také o matematice, astronomii a gramatice. Napsal vlivný komentář k první knize Eukleidových Základů, jehož část přeložil do latiny Kepler. Tři menší Proklovy spisy o prozřetelnosti, osudu a existenci zla se zachovaly jen v latinských překladech.